# Валя-Русулуй (Молдова)
Валя-Русулуй (рум. Valea Rusului) — село у Фалештському районі Молдови. Входить до складу комуни, адміністративним центром якої є село Прутень.

## Населення
За даними перепису населення 2004 року у селі проживали 689 осіб.
Національний склад населення села:
| Національність       | Кількість осіб | Відсоток |
| -------------------- | -------------- | -------- |
| молдавани            | 685            | 99,4%    |
| українці             | 3              | 0,4%     |
| інша / без відповіді | 1              | 0,1%     |
| Всього               | 689            | 100%     |